# Arumszalc

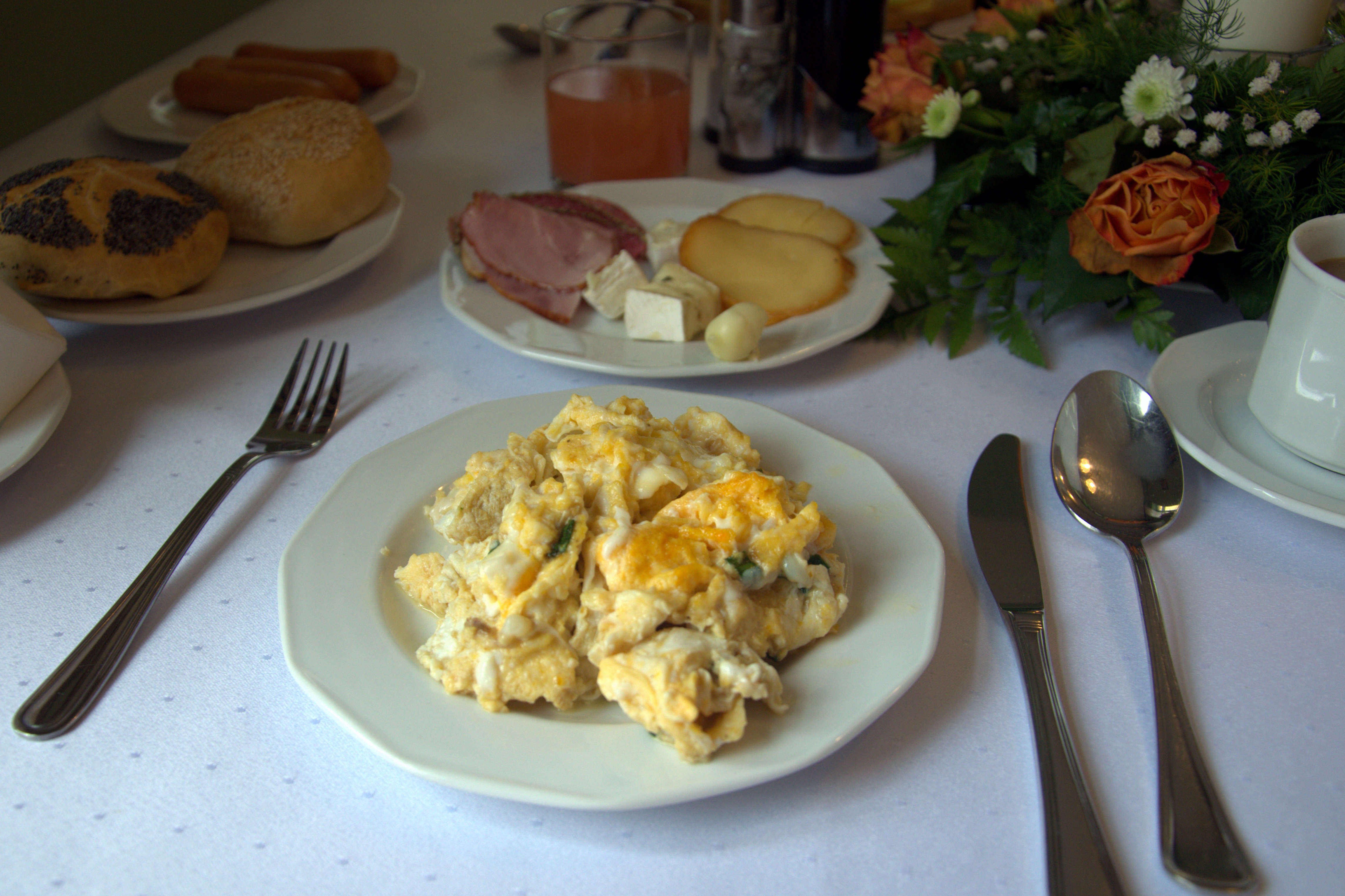
Współczesna „jajecznica” smażona w brytfannie na smalcu

Arumszalc (z niem. Eier im Schmalz – jaja w smalcu) – jedna z potraw kuchni staropolskiej, przygotowywana z jaj smażonych w małych tygielkach na smalcu lub maśle. Nazwa przetrwała do końca XIX wieku.